# Ingo Voge
Ingo Voge (n. 14 februarie 1958, Falkensee, Brandenburg, Germania) este un bober german, medaliat olimpic. A participat la 2 ediții ale Jocurilor Olimpice (1984, 1988) în care a câștigat două medalii de argint.